# کینگ کونگ باندی
کینگ کونگ باندی (انگلیسی: King Kong Bundy; ۷ نوامبر ۱۹۵۵ – ۴ مارس ۲۰۱۹) بازیگر تلویزیون، و کشتی‌گیر کشتی حرفه‌ای اهل ایالات متحده آمریکا بود.